# Histampica sinica
Histampica sinica is een slangster uit de familie Ophiactidae.
De wetenschappelijke naam van de soort werd in 2004 gepubliceerd door Yulin Liao.